# Coupe du Danemark de football 2017-2018
Navigation
Édition précédente Édition suivante
La coupe du Danemark de football 2017-2018 est la 64e édition de la coupe du Danemark de football, organisée par la Fédération danoise de football. Elle prend place du 8 août 2017 au 10 mai 2018. Elle voit le Brøndby IF remporter la compétition pour la septième fois de son histoire.

## Format
87 équipes participent au premier tour, venant de tous les niveaux de compétition. Au deuxième tour il y a 52 équipes. 44 d'entre elles sont vainqueurs du premier tour avec 6 équipes de la Superligaen 2016-17. Les 2 dernières équipes sont les promotions de la 1ère division 2016-17.
Les six meilleures équipes de la Superligaen danoise 2016-2017 entreront au troisième tour.

### Quarts de finale
| 4 avril 2018 | Randers FC (D1)                             | 1 - 3 a.p. | Silkeborg IF (D1)                                     | BioNutria Park Randers, Randers           |                                           |
| 18h00        | 10e Markkanen                               | (1 - 1)    | 41e Mattsson · 108e Gertsen · 117e Rochester Sørensen | Spectateurs : 2 292 Arbitrage : Jens Maae | Spectateurs : 2 292 Arbitrage : Jens Maae |
| 18h00        | 23e Kallesøe · 40e Allansson · 63e Enghardt | Rapport    | 24e Skhirtladze · 74e Rodić                           | Spectateurs : 2 292 Arbitrage : Jens Maae | Spectateurs : 2 292 Arbitrage : Jens Maae |

| 5 avril 2018 | SønderjyskE (D1)        | 0 - 1 a.p. | Brøndby IF (D1)         | Sydbank Park, Haderslev                                       |                                                               |
| 18h30        |                         | (0 - 0)    | 118e Nørgaard           | Spectateurs : 5 048 Arbitrage : Mads-Kristoffer Kristoffersen | Spectateurs : 5 048 Arbitrage : Mads-Kristoffer Kristoffersen |
| 18h30        | 82e Kroon · 90e Zimling | Rapport    | 50e Pukki · 120e Bellot | Spectateurs : 5 048 Arbitrage : Mads-Kristoffer Kristoffersen | Spectateurs : 5 048 Arbitrage : Mads-Kristoffer Kristoffersen |

| 11 avril 2018 | FC Fredericia (D2)                   | 3 - 1   | Aalborg BK (D1)                                           | Fredericia Stadium, Fredericia               |                                              |
| 18h30         | 15e Høegh · 38e Høegh · 45e Fazlagic | (3 - 0) | 59e Børsting                                              | Spectateurs : 2 466 Arbitrage : Morten Krogh | Spectateurs : 2 466 Arbitrage : Morten Krogh |
| 18h30         | 35e Fredsted · 83e López             | Rapport | 39e Okore · 48e Blåbjerg · 73e Würtz · 48e M. Christensen | Spectateurs : 2 466 Arbitrage : Morten Krogh | Spectateurs : 2 466 Arbitrage : Morten Krogh |

| 12 avril 2018 | Hobro IK (D1)                                  | 1 - 2 a.p. | FC Midtjylland (D1)    | Hobro Stadium, Hobro                                       |                                                            |
| 18h30         | 109e Mikkelsen                                 | (0 - 0)    | 98e Kraev · 112e Kraev | Spectateurs : 1 382 Arbitrage : Jørgen Daugbjerg Burchardt | Spectateurs : 1 382 Arbitrage : Jørgen Daugbjerg Burchardt |
| 18h30         | 93e Putros · 105e Brix-Damborg · 122e Grønning | Rapport    | 116e Onyeka            | Spectateurs : 1 382 Arbitrage : Jørgen Daugbjerg Burchardt | Spectateurs : 1 382 Arbitrage : Jørgen Daugbjerg Burchardt |

### Demi-finales
| 25 avril 2018 | FC Fredericia (D2) | 0 - 1   | Silkeborg IF (D1)  | Fredericia Stadium, Fredericia            |                                           |
| 17h30         |                    | (0 - 0) | Fredsted 50e (csc) | Spectateurs : 3 905 Arbitrage : Jens Maae | Spectateurs : 3 905 Arbitrage : Jens Maae |
| 17h30         |                    | Rapport | Jakobsen 90e       | Spectateurs : 3 905 Arbitrage : Jens Maae | Spectateurs : 3 905 Arbitrage : Jens Maae |

| 26 avril 2018 | Brøndby IF (D1)                       | 3 - 1   | FC Midtjylland (D1)                     | Brøndby Stadion, Brøndby                                       |                                                                |
| 18h30         | 1re Wilczek · 15e Pukki · 64e Wilczek | (2 - 0) | 48e Wikheim                             | Spectateurs : 14 794 Arbitrage : Mads-Kristoffer Kristoffersen | Spectateurs : 14 794 Arbitrage : Mads-Kristoffer Kristoffersen |
| 18h30         | 82e Fisker                            |         | 49e Onuachu · 65e Dal Hende · Dal Hende | Spectateurs : 14 794 Arbitrage : Mads-Kristoffer Kristoffersen | Spectateurs : 14 794 Arbitrage : Mads-Kristoffer Kristoffersen |

#### Finale
| Finale            | Brøndby IF (D1)                        | 3 - 1   | Silkeborg IF (D1) | Parken Stadium, Copenhague                      |                                                 |
| 10 mai 2018 17h00 | 35e Röcker · 41e Wilczek · 91e Wilczek | (2 - 1) | 33e Skhirtladze   | Spectateurs : 31 027 Arbitrage : Anders Poulsen | Spectateurs : 31 027 Arbitrage : Anders Poulsen |
| 10 mai 2018 17h00 | 56e Fisker                             | Rapport | 47e Vendelbo      | Spectateurs : 31 027 Arbitrage : Anders Poulsen | Spectateurs : 31 027 Arbitrage : Anders Poulsen |